# 丹增诺盖

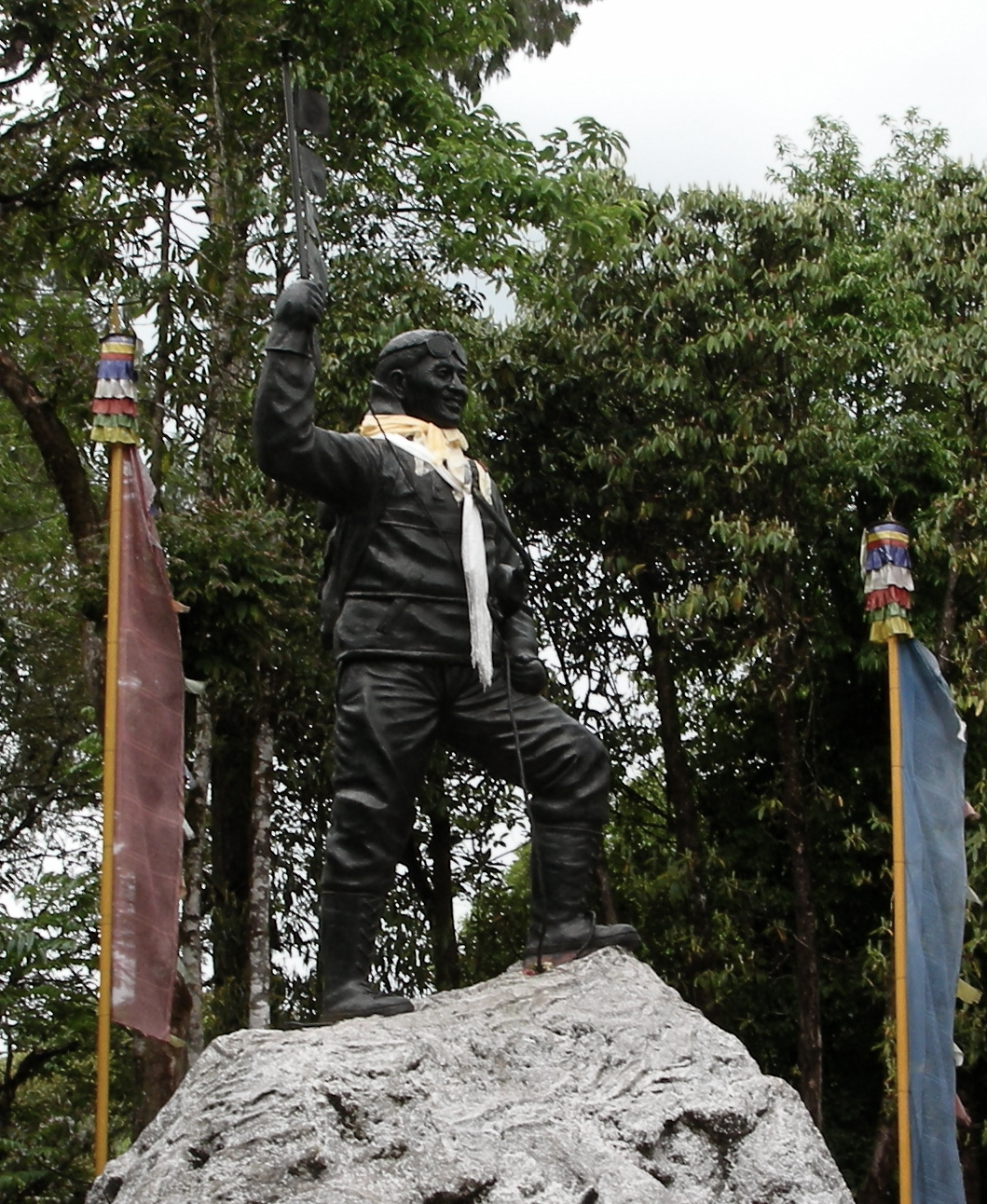
丹增诺盖纪念雕像

丹增诺盖（夏尔巴语：བསྟན་འཛིན་ནོར་རྒྱས། tendzin norgyé；1914年5月29日—1986年5月9日），尼泊尔登山家，雪巴人，人称“雪山之虎”，珠穆朗玛峰最早的两名登顶者之一。
丹增诺盖出生于珠穆朗玛峰附近的索鲁昆布地区，自小梦想登顶珠穆朗玛峰，父母來自西藏。他从18岁开始为各国登山队服务，屡次创造新的攀登纪录，被称为“有三个肺的奇人”，经过20多年的努力，终于在1953年，被选为英国登山队的向导，与新西兰登山家艾德蒙·希拉里一同挑戰珠峰顶峰。
1953年4月，英国登山队在珠峰南坡5,356米处建立了大本营，经过40多天的努力，在8,500米处建立了突击营地。希拉里与丹增诺盖被分为第二组出发。5月26日由于风雪大作，第一组队员受挫。5月29日，气候转好，上午6:30，希拉里和丹增诺盖出发衝頂。經過5个小时的努力，于11:30登顶成功，这是人类首次攀登上珠穆朗玛峰的峰顶。二人在峰顶展示了聯合国旗、尼泊尔国旗和英国国旗。丹增还举行了简短的佛教仪式。两人曾在顶峰旁谦让，丹增1955年的自傳寫到最終由希拉里先踏上頂峰，他再踏上去。丹增自此之后成为名人，曾去过许多国家进行演讲，晚年在大吉岭隐居，於1986年去世。
為了紀念丹增，冥王星的表面上的一座山脈諾蓋山以他的名字來命名。

## 早年生活
關於丹增早年生活的說法相互矛盾。在他的自傳中，他寫道，他是一名雪巴人，在尼泊爾東北部坤布的湯坡崎出生和長大。在1985年接受全印度電台採訪時，他說他的父母來自西藏，但他出生在尼泊爾。根據後來的許多說法，包括他和他的兒子詹姆林·丹增諾蓋合著的一本書《丹增諾蓋》，他出生於西藏，在卡馬河谷的澤楚泰姆村長大。他在該國北部附近的喀爾達度過了他的童年。諾蓋小時候去了尼泊爾，為坤布的一個雪巴人家庭工作。
坤布位於珠穆朗瑪峰附近，藏族和雪巴人協作稱為珠穆朗瑪峰。在標準藏語中，這個名字的意思是「聖母」或山頂女神。佛教是雪巴人和藏人的傳統宗教，諾蓋是佛教徒。
雖然不知道他的確切出生日期，但根據天氣和莊稼，他知道是五月下旬。1953年5月29日登頂珠穆朗瑪峰後，他決定在那一天慶祝自己的生日。根據藏歷，他的出生年份是兔年，因此他很可能出生於1914年。這與亨特的說法一致，即他在1953年39歲，並且「確立了自己（作為）不僅是他的比賽中最重要的登山者，而且是世界級的登山者。」
丹增原名“南嘉旺堆”（藏語：རྣམ་རྒྱལ་དབང་འདུས་，威利转写：rnam rgyal dbang 'dus，Namgyal Wangdi）。孩提時代，在絨布寺建立者阿旺丹增諾布喇嘛（Ngawang Tenzin Norbu）的建議下改名“丹增諾蓋”（藏語：བསྟན་འཛིན་ནོར་རྒྱས།，威利转写：bstan 'dzin nor rgyas，Tenzing Norgay），意為“富有的幸運追隨者”。他的父親是一名藏族犛牛牧民，名叫 Ghang La Mingma（卒於 1949 年），他的母親也是藏族，名叫 Dokmo Kinzom。她活著看到他攀登珠穆朗瑪峰。丹增是13名兒童中的第11名，其中有幾名早逝。
丹增十幾歲時曾兩次離家出走，第一次是到加德滿都，後來又到印度大吉嶺，當時是喜馬拉雅東部大部分探險的起點。他曾經被送到湯坡崎修道院出家，但他認為那不適合他，就離開了。19歲時，他定居在大吉嶺Too Song Busti區的雪巴人社區。

## 流行文化
- 《丹增 (电影)》（英語：Tenzing）：由苹果影业（英语：Apple Studios）制作，由澳洲女导演詹妮弗·皮多姆（英语：Jennifer Peedom）执导。饰演丹增的演员待定。[4]